# Сір
Сір (люксемб. Sir) — річка на півдні Великого герцогства Люксембург, ліва притока Мозеля. Бере початок біля села Сірен комуни Вайлер-ла-Тур. Протікає по рівнині, зайнятій сільськогосподарськими угіддями, у нижній течії — через вкриту лісками місцевість. Впадає у річку Мозель в районі села Мертерт комуни Мертерт. Довжина річки — 30 км.

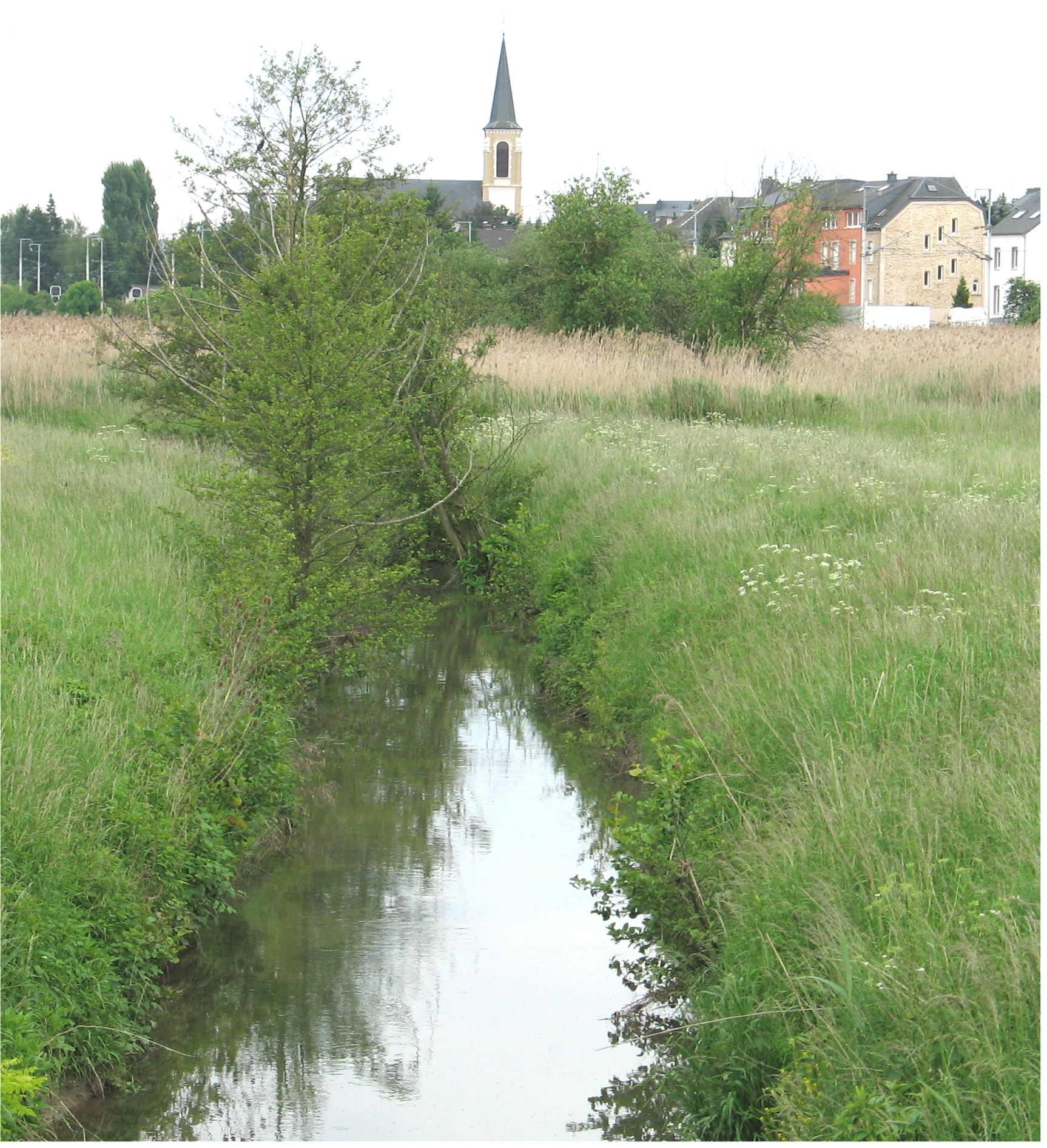
Сір на території комуни Шуттранж.
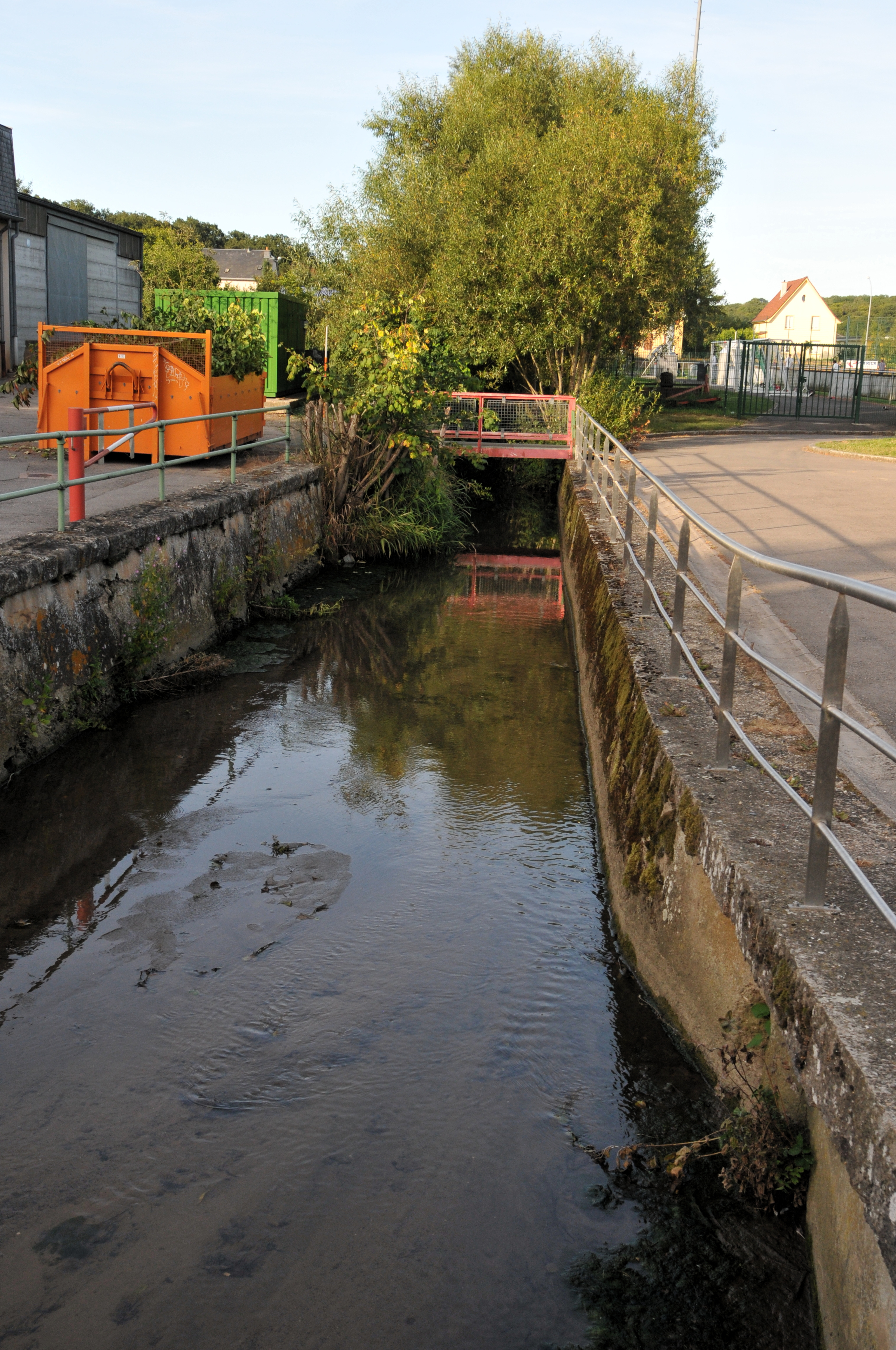
Сір у селі Мутфорт комуни Контерн.
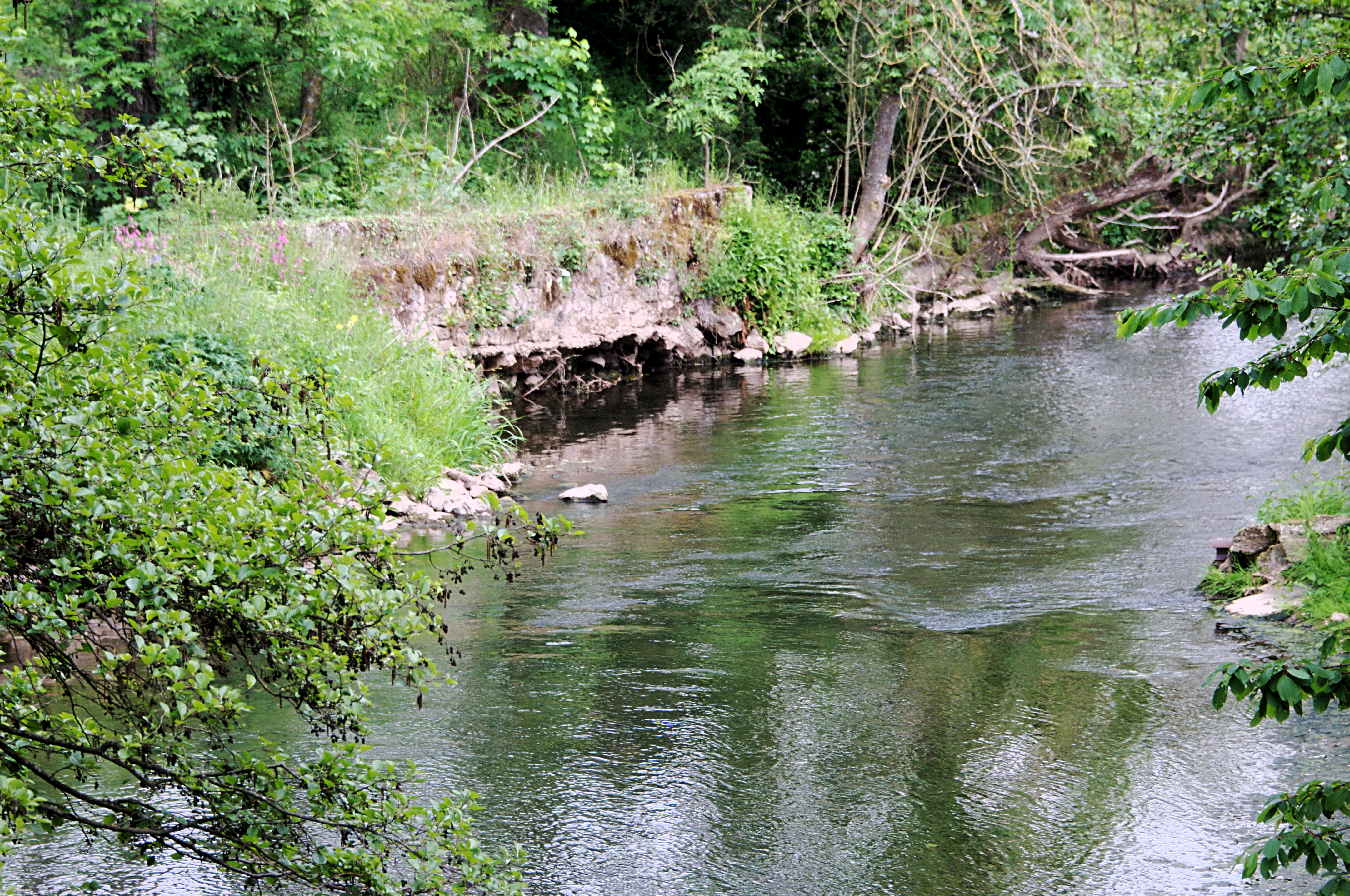
Сір у селі Мантернах комуни Мантернах.